# Врановичи (Черна гора)
Врановичи (на сръбски: Врановићи) е село в Черна гора, разположено в община Котор. Населението му според преброяването през 2011 г. е 132 души, от тях: 88 (66,66 %) сърби, 20 (15,15 %) черногорци, 15 (11,36 %) неизвестни.

## Население
Численост на населението според преброяванията през годините:
- 1948 – 237 души
- 1953 – 254 души
- 1961 – 246 души
- 1971 – 221 души
- 1981 – 232 души
- 1991 – 209 души
- 2003 – 133 души
- 2011 – 132 души